# Walnut Creek, North Carolina
Walnut Creek är en ort (village) i Wayne County i North Carolina. Vid 2010 års folkräkning hade Walnut Creek 835 invånare.